# Da skywalkers
Da Skywalkers var ett svenskt punkband från Strängnäs som existerade 1995-2005. Gruppen bestod i slutet av Mikael Leetmaa på sång, Christoffer "Kryckan" Bergfors på gitarr och orgel, Simon Widén på gitarr och sång, Robert Råström på bas och Richard Wijkström på trummor. Linus Gustavsson och Tommy Gustafsson var tidigare medlemmar i bandet och dessa finns nu tillsammans med Christoffer Bergfors i konstellationen Tommy Gustafsson & the Idiots.
Da Skywalkers släppte Heartache & Scars (Red Angel Records/Householdname Records) år 2005, End of a Chapter, Start of a New (Red Angel Records/Householdname Records) år 2003, Smalltown Savious (Red Angel Records/Householdname Records) år 2002, MCD'n United Kids på 7" på Mad Butcher och som split med Inerdzia på KOB/Mad Butcher 2001 och 7" A New Kind of Slavery på egna etiketten SHC Records 2000.